# Enrique Aguerre
Enrique Aguerre (Montevideo, 29 de setiembre de 1964) es un artista visual, destacado por su labor precursora en el videoarte uruguayo. Desde 2010 está a cargo de la dirección del Museo Nacional de Artes Visuales.

## Biografía
Fue cofundador del Núcleo Uruguayo de Videoarte (Nuva), en 1988; luego incursionó en videoinstalaciones, arte en CD Rom y expresiones online hipertextuales, aplicando videosecuencias, gráficos digitales y diversos recursos de computadora. Ha participado en numerosas exposiciones y en festivales de video y nuevo arte en América Latina, Estados Unidos y Europa. Ha publicado artículos periodísticos y ensayos en catálogos especializados y en medios gráficos de su país y el exterior.
A través de su blog Frontera incierta se dedicó a divulgar actividades locales e internacionales relacionadas con las expresiones tecnológicas del arte.
Como curador organizó exposiciones de nuevos medios en su país y el exterior. En 2000 estuvo a su cargo el envío uruguayo para Interferences, Festival Internacional D'Arts Multimedia Urbains en Bélfort, Francia; en 2001 para Elogio del video, en el Museo de Arte Moderno de Buenos Aires, y en 2003 para a la 6ª Bienal de Video y Nuevos Medios en Santiago de Chile. Fue el curador de Ernesto Vila en la 52.ª Bienal de Venecia.
En 2008 presentó en el Centro Cultural de España La condición video, sobre la historia del videoarte en Uruguay.
En 1997 ingresó como coordinador del Departamento de Video al Museo Nacional de Artes Visuales y desde el año 2010 está a cargo de su dirección.

## Obra

### Videos
- 1986: Videopoesía Nº 4
- 1988: Herejías
- 1989: El saco de Tiépolo
- 1991: Hash, Hash
- 1991: San Agustín
- 1992: Ducassianas
- 1993: Estado de Gracia
- 1995: Traza
- 1997: Cautova Orbita
- 1998: No veo nada (a fuckin’green place)
- 1999: RR como río
- 2002: Timeline

### Videoinstalaciones
- 1989: Sin título
- 1991: A los días caídos
- 1992: Video Objeto 2
- 2001: Medianía
- 2001: RR como río (ambiente)
- 2002: De/Tour

### Festivales
- 1988: Monitor 88, Suecia
- 1989: IX Festival Franco-Chileno de Videoarte
- 1990: Videoarte del Sur - Arco 90, Madrid, España
- 1991: Videoarco 91, Madrid
- 1993: Latin America: Video Views MOMA, Nueva York, EUA
- 2000: Experimenta 2000, Festival Internacional de Arte Sonoro y Visual, Buenos Aires, Argentina
- 2000: Interferences, Festival International D’Arts Multimedia Urbains, Belfort, Francia
- 2001: Bit Bang Lima
- 2001: Elogio del video, Buenos Aires
- 2001: De ceros y unos, Buenos Aires
- 2001: E-phos 2001, 3rd International Festival of Film & New Media on Art Atenas
- 2001: III Bienal del Mercosur Porto Alegre